# Ceinture d'argile
 (juillet 2019).
Si vous disposez d'ouvrages ou d'articles de référence ou si vous connaissez des sites web de qualité traitant du thème abordé ici, merci de compléter l'article en donnant les références utiles à sa vérifiabilité et en les liant à la section « Notes et références ».

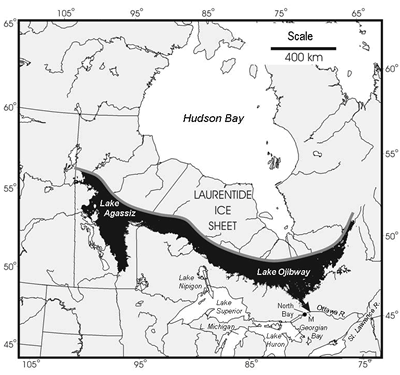
Carte des anciens lacs Agassiz et Ojibway il y a 7900 ans.

La ceinture d'argile (enclave argileuse ou grande enclave argileuse au Québec) est une région du Canada de 180 000 km2 de superficie, à cheval sur les provinces de l'Ontario et du Québec, entre le district de Cochrane et la région administrative d'Abitibi-Témiscamingue, entre la baie James au nord et la région des Grands Lacs au sud. Elle est caractérisée par des sols très fertiles correspondant aux sédiments déposés au fond de l'ancien lac glaciaire Ojibway drainé il y a environ 8 200 ans.
Cette région a fait l'objet d'un programme fédéral de promotion de l'agriculture à partir de la Première Guerre mondiale mais les conditions météorologiques peu favorables et l'importante présence d'insectes nuisibles entraîne son déclin dans les années 1930.